# Hugo Valente
Hugo Valente (Choisy-le-Roi, 1992. június 17. –) francia autóversenyző.
2012 és 2016 között  a WTCC-ben versenyzett, 2017-ben pedig TCR-versenyeken állt rajthoz. 2017 nyarán bejelentette visszavonulását az autóversenyzéstől.

## Pályafutása

### Formula Renault
Valente 2009-ben ült először formulaautóban és a Formula Renault 2.0 Európa-kupa sorozatban debütált az SG Formula csapatával. A Nürburgringen érte el legjobb eredményét a szezonban, ami egy 24. hely volt.
2010-ben maradt a sorozatban és Arthur Pic, valamint Aaro Vainio mellé szerződött az új Tech 1 Racing csapatba. Egy dobogós helyet szerzett, ami egy 2. hely volt. Az Aragón Motorland pályán fejeződött be a bajnokság. 28 ponttal 12. helyen fejezte be a szezont.

### Francia SEAT León szuperkupa
2011-ben nem indult semmilyen bajnokságban. 2012-ben mutatkozott be a  Francia SEAT León szuperkupában. Ő vezette a kupát a szezon utolsó versenyéig, amikor a Circuit Paul Ricard-on elvesztette a küzdelmet Jimmy Antunes-tel szemben.

### WTCC
A WTCC-ben 2012-ben debütált, de csupán egy hétvégén Sanghajban ment a Sunred Engineering színeiben, egy SEAT León-nal. Ugyan nem ment rosszul, de pontot végül nem tudott szerezni.
2013-ban már több hétvégén is rajthoz állt. Az argentin hétvégén pontokat is tudott gyűjteni.
2014-ben a teljes évben versenyzett a Campos Racing által felkészített Chevrolet Cruze-al. Marokkóban megszerezte első dobogós helyezését, majd ezt követően még kétszer állhatott fel a pódium legalsó fokára.
2016 végén távozott a sorozatból.

### TCR nemzetközi sorozat
Az új 2015-ös TCR nemzetközi sorozatban, Thaiföldön az utolsó előtti versenyen vett részt először a bajnokságban a Campos Racing színeiben egy Opel Astra-val. Nem fejezte be a hétvége első futamát, bár osztályozva lett a végeredményben, mivel teljesítette a futam 90%-át. A második versenyen a pole-ból indulhatott, a fordított rajtrácsnak köszönhetően, azonban ezt a versenyt is feladni kényszerült.
2017-re visszaszerződött a sorozatba a Lukoil Craft-Bamboo Racing pilótájaként.

### Visszavonulása
2017 nyarán a TCR-szezon negyedik hétvégéjén váratlanul bejelentette, hogy visszavonul a motorsporttól és az autóversenyzéstől mindössze 24 évesen és magánéletére, továbbá családjára koncentrál. Karrierje során 92 Nemzetközi Túraautó-versenyen állt rajthoz és a WTCC-ben 6, míg a TCR-ben 2 dobogót szerzett, bár nyernie sehol sem sikerült.

## Eredményei

### Teljes WTCC-s eredménysorozata
| Év   | Csapat             | Autó                    | 1   | 1   | 2   | 2   | 3   | 3   | 4   | 4   | 5   | 5   | 6   | 6   | 7   | 7   | 8   | 8   | 9   | 9   | 10  | 10  | 11  | 11  | 12  | 12  | Hely | Pont |
| 2012 | SUNRED Engineering | SEAT León               | ITA | ITA | ESP | ESP | MAR | MAR | SVK | SVK | HUN | HUN | AUT | AUT | POR | POR | BRA | BRA | USA | USA | JPN | JPN | CHN | CHN | MAC | MAC | HN   | 0    |
| ---- | ------------------ | ----------------------- | --- | --- | --- | --- | --- | --- | --- | --- | --- | --- | --- | --- | --- | --- | --- | --- | --- | --- | --- | --- | --- | --- | --- | --- | ---- | ---- |
| 2012 | SUNRED Engineering | SEAT León               |     |     |     |     |     |     |     |     |     |     |     |     |     |     |     |     |     |     |     |     | 16  | 18  |     |     | HN   | 0    |
| 2013 | Campos Racing      | SEAT León               | ITA | ITA | MAR | MAR | SVK | SVK | HUN | HUN | AUT | AUT | RUS | RUS | POR | POR | ARG | ARG | USA | USA | JPN | JPN | CHN | CHN | MAC | MAC | 21.  | 4    |
| 2013 | Campos Racing      | SEAT León               |     |     |     |     |     |     | 12  | 19  | KI  | NI  |     |     | 18  | 14  | 13  | 8   | 13  | 14  |     |     | KI  | 12  | KI  | KI  | 21.  | 4    |
| 2014 | Campos Racing      | Chevrolet RML Cruze TC1 | MAR | MAR | FRA | FRA | HUN | HUN | SVK | SVK | AUT | AUT | RUS | RUS | BEL | BEL | ARG | ARG | BEI | BEI | CHN | CHN | JPN | JPN | MAC | MAC | 12.  | 85   |
| 2014 | Campos Racing      | Chevrolet RML Cruze TC1 | 8   | 3   | 6   | 10  | 10  | 3   | 11  | T   | HN  | KI  | KI  | 9   | 12  | 9   | KI  | KI  | 12  | 11  | 9   | 8   | 5   | KI  | HN  | 3   | 12.  | 85   |
| 2015 | Campos Racing      | Chevrolet RML Cruze TC1 | ARG | ARG | MAR | MAR | HUN | HUN | GER | GER | RUS | RUS | SVK | SVK | FRA | FRA | POR | POR | JPN | JPN | CHN | CHN | THA | THA | QAT | QAT | 9.   | 120  |
| 2015 | Campos Racing      | Chevrolet RML Cruze TC1 | KI  | NI  | 15  | 9   | 3   | 8   | KI  | NI  | 12  | 8   | 5   | 5   | KI  | 6   | KI  | 7   | 10  | 2   | 8   | KI  | KI  | NI  | 3   | 6   | 9.   | 120  |
| 2016 | Lada Sport Rosneft | Lada Vesta WTCC         | FRA | FRA | SVK | SVK | HUN | HUN | MAR | MAR | GER | GER | RUS | RUS | POR | POR | ARG | ARG | JPN | JPN | CHN | CHN | THA | THA | QAT | QAT | 12.  | 78   |
| 2016 | Lada Sport Rosneft | Lada Vesta WTCC         | 5   | 7   | 12  | KI  | 6   | 9   | KI  | 4   | 6   | 10  | 4   | 7   | KI  | 9   | KI  | KI  | KI  | 13  | 6   | 12  | T   | T   | KI  | KI  | 12.  | 78   |

KI = kiesett
NI = nem indult
NK = nem kvalifikálta magát
T = törölt verseny
† = nem ért célba, de a táv 90%-át teljesítette és rangsorolva lett

### Teljes TCR nemzetközi sorozat eredménylistája
(Táblázat értelmezése)

(Félkövér: pole-pozícióból indult; dőlt: leggyorsabb kört futott) 

| Év   | Csapat                     | Autó           | 1   | 1   | 2   | 2   | 3   | 3   | 4   | 4   | 5   | 5   | 6   | 6   | 7   | 7   | 8   | 8   | 9   | 9   | 10  | 10  | 11  | 11  | Helyezés | Pont |
| 2015 | Campos Racing              | Opel Astra OPC | MAL | MAL | CHN | CHN | ESP | ESP | POR | POR | ITA | ITA | AUT | AUT | RUS | RUS | RBR | RBR | SIN | SIN | THA | THA | MAC | MAC | HN       | 0    |
| ---- | -------------------------- | -------------- | --- | --- | --- | --- | --- | --- | --- | --- | --- | --- | --- | --- | --- | --- | --- | --- | --- | --- | --- | --- | --- | --- | -------- | ---- |
| 2015 | Campos Racing              | Opel Astra OPC |     |     |     |     |     |     |     |     |     |     |     |     |     |     |     |     |     |     | 21† | KI  |     |     | HN       | 0    |
| 2017 | Lukoil Craft-Bamboo Racing | SEAT León TCR  | GEO | GEO | BHR | BHR | BEL | BEL | ITA | ITA | AUT | AUT | HUN | HUN | GER | GER | THA | THA | CHN | CHN | UAE | UAE |     |     | 16.      | 46   |
| 2017 | Lukoil Craft-Bamboo Racing | SEAT León TCR  | KI  | 9   | 2   | 3   | 15  | KI  | 6   | KI  |     |     |     |     |     |     |     |     |     |     |     |     |     |     | 16.      | 46   |

KI = kiesett
NI = nem indult
NK = nem kvalifikálta magát
T = törölt verseny
† = nem ért célba, de a táv 90%-át teljesítette és rangsorolva lett